# Дољани (Кунео)
Дољани (итал. Dogliani) је насеље у Италији у округу Кунео, региону Пијемонт.
Према процени из 2011. у насељу је живело 3433 становника. Насеље се налази на надморској висини од 289 м.

## Становништво
| 1936. | 1951. | 1961. | 1971. | 1981. | 1991. | 2001. | 2011. |
| ----- | ----- | ----- | ----- | ----- | ----- | ----- | ----- |
| 5.687 | 5.297 | 4.750 | 4.849 | 4.854 | 4.666 | 4.554 | 4.805 |